# Leichtathletik-Länderkämpfe mit bundesdeutscher Beteiligung 1979
| Leichtathletik-Länderkämpfe mit bundesdeutscher Beteiligung 1979        | Leichtathletik-Länderkämpfe mit bundesdeutscher Beteiligung 1979 | Leichtathletik-Länderkämpfe mit bundesdeutscher Beteiligung 1979 | Leichtathletik-Länderkämpfe mit bundesdeutscher Beteiligung 1979 |
| ----------------------------------------------------------------------- | ---------------------------------------------------------------- | ---------------------------------------------------------------- | ---------------------------------------------------------------- |
|                                                                         |                                                                  |                                                                  |                                                                  |
| 1. Länderkampf 1979, Geher (Männer): ESP – FRG – MEX – SWE – HUN        |                                                                  |                                                                  |                                                                  |
| Valencia 19./20. Mai 1979                                               | Valencia 19./20. Mai 1979                                        | 1. MEX 2. FRG 2. SWE 4. HUN 5. ESP                               | 73 P 47 P 41 P 31 P                                              |
| 2. Länderkampf 1979, Geher (Frauen): FRA – FRG                          |                                                                  |                                                                  |                                                                  |
| Le Grand-Quevilly 2. Juni 1979                                          | Le Grand-Quevilly 2. Juni 1979                                   | 1. FRG 2. FRA                                                    | 16 P 6 P                                                         |
| 3. Länderkampf 1979, Geher (Männer): FRA – FRG                          |                                                                  |                                                                  |                                                                  |
| Le Grand-Quevilly 2./3. Juni 1979                                       | Le Grand-Quevilly 2./3. Juni 1979                                | 1. FRA 2. FRG                                                    | 23 P 21 P                                                        |
| 4. Länderkampf 1979, Marathonlauf (Männer): FRG – FRA – ITA – ESP – CSK |                                                                  |                                                                  |                                                                  |
| Brüssel 9. Juni 1979                                                    | Brüssel 9. Juni 1979                                             | 1. ITA 2. FRA 3. FRG 4. ESP 5. CSK                               | Pzf: 056 Pzf: 078 Pzf: 106 Pzf: 108 Pzf: 135                     |
| 5. Länderkampf 1979, Männer: FRG – GBR – POL – SUI                      |                                                                  |                                                                  |                                                                  |
| Bremen 23./24. Juni 1979                                                | Bremen 23./24. Juni 1979                                         | 1. FRG 2. POL 3. GBR 4. SUI                                      | 232 P 206 P 154 P 108 P                                          |
| 6. Länderkampf 1979, Frauen: FRG – GBR – POL – SUI                      |                                                                  |                                                                  |                                                                  |
| Bremen 23./24. Juni 1979                                                | Bremen 23./24. Juni 1979                                         | 1. GBR 2. FRG 3. POL 4. SUI                                      | 147 P 140 P 135 P 63 P                                           |
| 7. Länderkampf 1979, Geher (Frauen): FRA – FRG – DNK – SWE – SUI        |                                                                  |                                                                  |                                                                  |
| Fécamp 22. Juli 1979                                                    | Fécamp 22. Juli 1979                                             | 1. SWE 2. FRG 3. FRA 4. SUI 5. DNK                               | 43 P 27 P 25 P 19 P 7 P                                          |
| 8. Länderkampf 1979, Straßenlauf (Männer): SUI – FRG – NLD              |                                                                  |                                                                  |                                                                  |
| Basel 4. August 1979                                                    | Basel 4. August 1979                                             | 1. NLD 2. FRG 3. SUI                                             | 8:10:28 h 8:13:35 h 8:15:52 h                                    |
| 9. Länderkampf 1979, Männer: FRG – BEL                                  |                                                                  |                                                                  |                                                                  |
| Dormagen 25. August 1979                                                | Dormagen 25. August 1979                                         | 1. FRG 2. BEL                                                    | 245,5 P 164,5 P                                                  |
| Chronik                                                                 |                                                                  |                                                                  |                                                                  |
| ← Länderkämpfe 1978                                                     | ← Länderkämpfe 1978                                              | Länderkämpfe 1980 →                                              | Länderkämpfe 1980 →                                              |

Im Jahr 1979 wurden neun Leichtathletikländerkämpfe mit bundesdeutscher Beteiligung in neun Veranstaltungen ausgetragen. Das waren erheblich weniger als in den Jahren zuvor. Die größte Anzahl von 27 Begegnungen hatte es 1974 gegeben. In der laufenden Saison 1979 wurden wie schon in den beiden Jahren zuvor keine Veranstaltungen durchgeführt, in denen drei Nationen antraten, die nicht gemeinsam wie in einem Dreiländerkampf, sondern getrennt in Länderkämpfen mit je zwei Nationen gewertet wurden. So war die Zahl der Länderkämpfe in diesem Jahr wie immer bis einschließlich 1972 und wieder ab 1977 identisch mit der Zahl der Veranstaltungen.
Nicht berücksichtigt sind Veranstaltungen wie der sogenannte „Lugano-Cup“, ein Weltcup der Geher unter dem Dach des Weltleichtathletikverbands (früher: IAAF), der ab 1965 unter Regie des Europäischen Leichtathletikverbands durchgeführte Leichtathletik-Europacup sowie ähnliche Events. Hier handelt es sich um Veranstaltungen, die als eigene Wettbewerbe ähnlich wie auch der Leichtathletik-Continentalcup (ab 1979) und der Geher-Europacup (ab 1996) außerhalb der üblichen Länderkämpfe durchgeführt wurden.
Aufgeführt sind hier die Länderkämpfe bundesdeutscher Leichtathleten. Die Sportler der DDR führten nach der deutschen Teilung im Jahr 1949 eigene Veranstaltungen durch.
Drei der Vergleiche in dieser Saison bestanden aus dem allgemeinen leichtathletischen Programm. In den anderen sechs Begegnungen standen die Wettbewerbsbereiche Gehen, Straßenlauf und Marathonlauf auf dem Programm. Die Frauen bestritten drei, die Männer sechs Vergleiche.
Von den Frauenbegegnungen fanden zwei im Gehen und eine als Veranstaltung allgemeiner leichtathletischer Disziplinen statt.
Zwei der Männerbegegnungen wurden von den Gehern bestritten sowie je einer von den Straßen- und Marathonläufern. Die beiden weiteren Aufeinandertreffen der Männer waren Wettkämpfe mit den allgemeinen leichtathletischen Disziplinen.

## Saisonhöhepunkt
Internationaler Höhepunkt für die europäische Leichtathletik waren in dieser Saison der Europacup am 4./5. August in Turin sowie der zum zweiten Mal ausgetragene Weltcup vom 24. bis 26. August in Montreal. Weder das Frauenteam noch die Männermannschaft der Bundesrepublik konnten sich diesmal für den Weltcup qualifizieren. Zwei Jahre zuvor war das den bundesdeutschen Männer als zweitplatziertem Team beim Europacup noch gelungen. Die bundesdeutschen Frauen belegten Rang drei, die Männer mussten sich diesmal hinter der DDR, der Sowjetunion Polen und Großbritannien mit Platz fünf begnügen. Auch in der Frauenwertung lagen in Turin die DDR und die UdSSR vorn. In den Teams Europa für den Weltcup wurden aus der Bundesrepublik sechs Männer und zwei Frauen nominiert. Europa belegte in der Endabrechnung des Weltcups die Ränge drei (Frauen) und zwei (Männer).

## Bilanz
In der Saison 1979 gab es für die bundesdeutschen Männer in ihren sechs Länderkämpfen vier Niederlagen:
- Geher-Länderkampf gegen Spanien, Mexiko, Schweden und Ungarn am 19./20. Mai im spanischen Valencia (Platz zwei hinter Mexiko)
- Geher-Länderkampf gegen Frankreich am 2./3. Juni im französischen Le Grand-Quevilly
- Marathonlauf-Länderkampf gegen Frankreich, Italien und Spanien am 9. Juni im belgischen Brüssel (Platz drei hinter Italien und Frankreich)
- Straßenlauf-Länderkampf gegen die Schweiz und die Niederlande am 4. August im Schweizer Ort Basel (Platz zwei hinter den Niederlanden)

Die beiden weiteren Männerbegegnungen entschieden die bundesdeutschen Athleten für sich. Die Siege resultierten aus Länderkämpfen mit dem allgemeinen leichtathletischen Programm.
Damit wiesen die Männer noch einmal eine negative Bilanz auf. Das war in der Länderkampfgeschichte seit 1921 mit den Jahren 1976 und 1977 erst zwei Mal passiert. Am Ende der Saison hatte die bundesdeutsche Mannschaft in ihren nun insgesamt 353 Vergleichen 261 Siege und vier Unentschieden erzielt sowie 88 Niederlagen erlitten.
Die Frauen mussten in ihren drei Länderkämpfen zwei Niederlagen hinnehmen.
- Leichtathletik-Länderkampf gegen Großbritannien, Polen und die Schweiz am 23./24. Juni in Bremen (Platz zwei hinter Großbritannien)
- Geher-Länderkampf gegen Frankreich, Dänemark, Schweden und die Schweiz am 22. Juli im französischen Fécamp (Platz zwei hinter Schweden)

Die weitere Frauenbegegnung entschieden die bundesdeutschen Athletinnen für sich. Der Sieg resultierte aus einem Länderkampf der Geherinnen.
Damit hatten die deutschen Frauen seit 1928 in nun 136 Aufeinandertreffen jetzt insgesamt 93 Siege errungen, ein Unentschieden erzielt und 42 Niederlagen hinnehmen müssen.
In der Gesamtsumme aller ihrer Länderkämpfe hatten die deutschen Leichtathleten von 489 Vergleichen 354 gewonnen, 130 verloren und fünf Unentschieden erzielt. 23 der Niederlagen stammten dabei aus neunzehn zweiten Plätzen, zwei dritten und einem vierten Rang sowie einer Platzierung ohne Wertung hinter vier Gegnerteams in Begegnungen mit mehr als zwei Nationen.

## Bedeutung der Länderkämpfe in der Leichtathletik
Der Stellenwert von Länderkämpfen war in den letzten Jahren erheblich gesunken. Die Konkurrenz anderer Veranstaltungen war groß und sollte weiter wachsen. In den vergangenen Jahren waren neue Wettkampfformen hinzugekommen wie der oben schon genannte Europacup und der Weltcup (später Continentalcup). Außerdem gab es Europa- und Weltcupveranstaltungen für Teildisziplinen der Leichtathletik wie dem Gehen (Lugano-Cup) und dem Mehrkampf, die mehr Aufmerksamkeit auf sich zogen als die früher hoch im Kurs stehenden Länderkämpfe. Die Bedeutung einzelner Sportfeste, die für die Sportler im Hinblick auf Prämien für den Antritt, für Siege und für Rekorde immer lukrativer wurden, nahm sukzessive zu. Hier sind unter anderem Events wie Weltklasse Zürich, ISTAF Berlin, ASV-Sportfest Köln oder Sportfeste in Stockholm, Oslo, Monaco, … zu nennen, die später als IAAF Super Grand Prix, IAAF Golden League und Diamond League noch erheblich bedeutsamer wurden.
So wurden in den 1950er, 1960er und beginnenden 1970er Jahren Länderkämpfe noch teilweise als Live-Sendung im Fernsehen übertragen, was danach nicht mehr der Fall war, weil die Aufmerksamkeit in der Leichtathletik auf andere oben genannte Bereiche überging. Die Gewichtung sollte sich in den kommenden Jahren noch viel mehr auf Veranstaltungen verschieben, in denen der Fokus stärker auf die Einzelsportler und Staffeln gerichtet war. Länderkämpfe und Ländervergleiche auch in Form von Europacup und Weltcup spielten dabei abgesehen von der Beachtung durch ein Fachpublikum eine in den kommenden Jahren zunehmend untergeordnete Rolle. Neben bestimmten klassischen Sportfesten mit hohen Prämien ragten dabei vor allem die Wettbewerbe bei Olympischen Spielen, Europameisterschaften und ab 1983 bei Weltmeisterschaften heraus.

## Verschiedene Formen von Länderkämpfen
Es gab weiterhin sechs verschiedene Arten von Länderkämpfen:
1. Vergleiche mit einer Mischung von Disziplinen aus dem allgemeinen leichtathletischen Programm
Jede Nation war in der Regel mit zwei Athleten je Disziplin vertreten. Bei den Männern waren hier zwanzig Wettbewerbe zum Standard geworden. Aus dem olympischen Wettbewerbskatalog fehlten dabei in der Regel nur der Marathonlauf, die beiden Gehwettbewerbe und der Zehnkampf. Der Länderkampfdisziplinkatalog bei den Frauen hatte bis 1968 standardmäßig aus elf Disziplinen bestanden und war mit den damals bei Olympischen Spielen angebotenen Frauenwettbewerben identisch. Von 1969 an gab es hier Veränderungen: (1) Mit dem 1500-Meter-Lauf sowie der 4-mal-400-Meter-Staffel wurden zwei neue Wettbewerbe, die bei den Europameisterschaften 1969 in das Programm aufgenommen worden waren, mit in den Katalog der Frauenländerkämpfe integriert. Damit erhöhte sich die Zahl der Disziplinen auf dreizehn. (2) Der 80-Meter-Hürdenlauf war ab 1969 überall durch den 100-Meter-Hürdenlauf ersetzt worden. Das war auch bei den Länderkämpfen der Fall. Neu hinzu kam nun manchmal auch ein Rennen über 3000 Meter, eine Strecke, die erst 1984 olympisch wurde und dann in Angleichung an das Männerprogramm 1996 durch den 5000-Meter-Lauf abgelöst wurde. In seltenen Fällen gab es in Länderkämpfen sowohl bei den Frauen als auch bei den Männern Abweichungen vom Standard in Form von Hinzunahme oder Weglassen einzelner Disziplinen.
2. Vergleiche im Mehrkampf – bei den Frauen im Fünfkampf, bei den Männern im Zehnkampf
Die Zahl der Vertreter je Land war dabei nicht standardisiert. In der Regel wurden von den gestarteten Teilnehmern nicht alle gewertet. Bei vier Vertretern je Disziplin beispielsweise wurden meist die drei Besten gewertet. Einen Mehrkampf-Vergleich trugen die bundesdeutschen Leichtathleten in diesem Jahr nicht aus.
3. Vergleiche der Geher
Diese Begegnungen wurden bei den Männern in Form von Straßengehen ausgetragen. Es kamen zwei Disziplinen zur Austragung, ein Wettkampf über 20 Kilometer und ein Wettkampf über eine längere Distanz, die manchmal über 35 und manchmal über 50 Kilometer führte.
Im letzten Jahr kam das Gehen auch für die Frauen ins Programm. Ausgetragen wurde dabei ein Wettbewerb über 5000 Meter, 1976 auf der Straße, 1979 auf der Bahn. Das Gehen für Frauen stand erst ganz am Anfang seiner Entwicklung, diese Sportart musste sich im Frauenbereich noch durchsetzen. Bei Olympischen Spielen gab es 1992 in Barcelona zum ersten Mal einen Geher-Frauenwettbewerb, bei Europameisterschaften war das 1986 in Stuttgart zum ersten Mal der Fall.
Bezüglich der Teilnehmerzahl je Land und Wettbewerb wurde verfahren wie in den Mehrkämpfen.
4. Vergleiche im Straßenlauf
Ausgetragen wurde ein Rennen über dreißig Kilometer. Auch hier wurde bezüglich der Teilnehmerzahl je Land verfahren wie in den Mehrkämpfen.
5. Vergleiche im Marathonlauf.
Bezüglich der Teilnehmerzahl je Land wurde hier ebenfalls verfahren wie in den Mehrkämpfen.
6. Vergleiche mit den alleinigen Disziplinen SprungWurf/Stoß.
Diese Art von Länderkämpfen war seit 1975 nicht mehr zur Austragung gekommen.

## Austragungsform und Wertungsmodus
In der Vergangenheit wurden Länderkämpfe mit dem allgemeinen leichtathletischen Programm in der Regel mit zwei Vertretern pro Land und Disziplin durchgeführt. In einigen Vergleichen wurden wie schon in den Jahren zuvor drei Teilnehmer je Land und Wettbewerb eingesetzt. Die Regeln zur Punktevergabe wurden dabei durchgängig so angewendet, dass der Letztplatzierte einen Punkt erhielt, die weiteren Athleten in den Platzierungen jeweils aufwärts bis hin zu Rang zwei einen Punkt mehr. Der Erstplatzierte bekam zwei Punkte mehr gutgeschrieben als der Athlet auf Platz zwei. Für Länderkämpfe mit zwei Vertretern je Land und Disziplin bedeutete das: Platz 1: 5 P, Pl. 2: 3 P, Pl. 3: 2 P, Pl. 4: 1 P. Bei drei Vertretern je Land und Disziplin ergab sich folgende Punktevergabe: Platz 1: 7 P, Pl. 2: 5 P, Pl. 3: 4 P, Pl. 4: 3 P, Pl. 5: 2 P, Pl. 6: 1 P. Für die Staffeln gab es durchgängig fünf zu zwei Punkte.
Die Regeln zur Punktevergabe wurden ohne Ausnahme nach diesem standardisierten Wertungssystem angewendet. In weiteren Begegnungen mussten aufgrund anderer Rahmenbedingungen – mehr als zwei Teilnehmer je Nation in der Wertung oder mehr als ein Gegnerland – andere Regeln zur Punktevergabe zur Anwendung kommen. In den Mehrkämpfen wurden die Begegnungen entweder wie in anderen Begegnungen über die Platzierungen oder die Addition der im Wettkampf erzielten Punkte gewertet. Ähnlich wurde in den Straßenlauf-Länderkämpfen verfahren. Dort wurde entweder über die Platzierungen oder über die Addition der erzielten Zeiten gewertet.

## Geher-Länderkampf der Männer gegen Spanien, Mexiko, Schweden und Ungarn
Den ersten Vergleich dieser Saison bestritten die Geher, die am 19./20. Mai einen Fünfländerkampf mit Spanien, Mexiko, Schweden und Ungarn austrugen. Ausrichter war die spanische Stadt Valencia. Vier dieser Nationen waren im Vorjahr bereits einmal aufeinander getroffen, die Bundesrepublik hatte vor Spanien, Ungarn und Schweden gesiegt. Mit Mexiko hatte es 1975 einmal eine Begegnung gegeben, an der auch eine Vertretung aus Großbritannien teilgenommen hatte. Die mexikanischen Weltklassegeher hatten den Wettkampf vor der Bundesrepublik und Großbritannien klar für sich entschieden. Auch in Valencia waren die Mexikaner nicht zu schlagen. Mit 73 Punkten ging die Länderkampfwertung mit deutlichem Vorsprung an Mexiko. Die Bundesrepublik Deutschland und Schweden kamen dahinter mit je 47 Punkten gemeinsam auf den zweiten Platz. Der Vorjahresdritte Ungarn wurde mit 41 Punkten diesmal Vierter vor Gastgeber Spanien (mit 31 Punkten Fünfter und Letzter).

## Geher-Länderkampf der Frauen gegen Frankreich
Im zweiten Vergleich dieser Saison trafen die bundesdeutschen Geherinnen am 2. Juni auf Frankreich. Veranstaltungsort war die französische Gemeinde Le Grand-Quevilly im Département Seine-Maritime. Es war die dritte Begegnung zwischen den Geherinnen der beiden Länder. Die erste war 1977 an Frankreich gegangen, die zweite hatte die Bundesrepublik im Vorjahr für sich entschieden. In diesem Jahr dominierte das bundesdeutsche Team den Länderkampf maximal und kam mit sechzehn zu sechs Punkten zu einem überzeugenden Sieg, der allerdings der einzige Erfolg für die bundesdeutschen Frauen in dieser Saison bleiben sollte. Am selben Ort trugen auch die männlichen Geher der beiden Nationen einen Länderkampf miteinander aus, der am 2. Juni, dem Tag des Frauenwettkampfs, begann und der am Tag darauf mit der zweiten Disziplin fortgesetzt wurde.

## Geher-Länderkampf der Männer gegen Frankreich
Den dritten Vergleich des Jahres trugen die bundesdeutschen Geher parallel zum Länderkampf ihrer weiblichen Kolleginnen am 2./3. Juni ebenfalls in Le Grand-Quevilly und ebenfalls gegen Frankreich aus. Die Begegnung fand als Zweiländerkampf zum dritten Mal statt. Zuvor hatte es acht Länderkämpfe mit den französischen Gehern gegeben, an denen mit der Schweiz und zwei Mal auch zusätzlich mit Belgien weitere Nationen beteiligt waren. In allen vergangenen Wettkämpfen hatten die bundesdeutschen Vertreter vorne gelegen. Hier in Le Grand-musste sich die bundesdeutsche Mannschaft den französischen Gehern zum ersten Mal geschlagen geben. Mit 21 zu 23 Punkten fiel die Niederlage allerdings sehr knapp aus.

## Marathonlauf-Länderkampf der Männer gegen Frankreich, Italien, Spanien und die Tschechoslowakei
Im vierten Vergleich kam es am 9. Juni zu einem weiteren Länderkampf im Marathonlauf der Männer mit fünf beteiligten Ländern. Teilnehmer waren wie 1977 und 1978 die Bundesrepublik Deutschland, Frankreich, Italien, Spanien und die Tschechoslowakei. Vier dieser Teams trafen sich zum sechsten Mal, Spanien war 1977 zum ersten Mal dazugestoßen und hatte auch 1978 teilgenommen. Die erste Begegnung 1974 hatte die Bundesrepublik für sich entschieden, die zweite war 1975 an die Tschechoslowakei gegangen, in der dritten, vierten und fünften hatte sich von 1976 bis 1978 Italien durchgesetzt. In diesem Jahr wurde die Veranstaltung an einem neutralen Ort ausgetragen, Gastgeber war die belgische Hauptstadt Brüssel. Zum vierten Mal in Folge siegte Italien mit Platzziffer 56 auch in Brüssel. Frankreich belegte mit Platzziffer 78 erneut den zweiten Platz. Nach dem letzten Rang im Vorjahr verbesserten sich die bundesdeutschen Läufer mit Platzziffer 106 auf Rang drei. Knapp dahinter wurden die Spanier Vierter mit Platzziffer 108. Die Tschechoslowakei kam mit Platzziffer 135 auf den fünften und letzten Platz.

## Leichtathletik-Länderkampf der Männer gegen Großbritannien, Polen und die Schweiz
Der fünfte Saisonvergleich war der erste Länderkampf des Jahres mit dem allgemeinen leichtathletischen Programm. Die Männer trugen am 23./24. Juni in Bremen einen ersten Vierländerkampf mit Großbritannien, Polen und der Schweiz aus.
Gegen Großbritannien hatte es zwölf vorangegangene Begegnungen gegeben, die Bilanz lautete zehn zu zwei für die Bundesrepublik. Allerdings war das bundesdeutsche Team beim letzten Aufeinandertreffen 1977 nur mit einer Zweitbesetzung angetreten und hatte sich so geschlagen geben müssen.
Gegen das starke Team aus Polen hatten die bundesdeutschen Leichtathleten mit fünf zu sieben bei einem Unentschieden eine negative Bilanz. Die beiden letzten Vergleiche 1974 und 1975 hatte die Bundesrepublik Deutschland jedoch für sich entschieden.
Auf den Nachbarn aus der Schweiz war Deutschland zuvor bereits 32 Mal getroffen. In fast all diesen traditionellen Wettkämpfen der beiden Nationen hatte Deutschland gesiegt, nur 1955 hatte die Schweiz vorne gelegen, als die Bundesrepublik gleichzeitig noch zwei weitere Vergleiche mit den Niederlanden und mit Dänemark durchgeführt und damit drei verschiedene Teams zu stellen hatte.
Den Vierländerkampf in Bremen entschieden die bundesdeutschen Sportler mit 232 Punkten eindeutig für sich. Polen belegte mit 206 Punkten Rang zwei vor den Briten, die auf 154 Punkte kamen. Die Schweiz kam mit 108 Punkten auf den vierten und letzten Platz. Auch die Frauen der vier Länder trugen zum selben Termin und am selben Ort einen eigenen Vergleich miteinander aus.

## Leichtathletik-Länderkampf der Frauen gegen Großbritannien, Polen und die Schweiz
Im sechsten Saisonvergleich trafen die Frauen wie parallel die Männer am 23./24. Juni in Bremen auf Großbritannien, Polen und die Schweiz. In einem Vierländerkampf waren sich die vier Nationen noch nicht begegnet. Einzeln hatte es dagegen vorangegangene Aufeinandertreffen gegeben.
Mit Großbritannien hatten die bundesdeutschen Frauen zuvor dreizehn Vergleiche ausgetragen, die Bilanz lautete sieben zu sechs für die Bundesrepublik. Die letzte Begegnung war 1977 an Großbritannien gegangen.
Zwölf Mal war die Bundesrepublik zuvor auf Polen getroffen. Acht Mal hatten die bundesdeutschen Leichtathletinnen gesiegt, vier Mal die Polinnen.
Gegen die Schweiz hatten die bundesdeutschen Sportlerinnen alle sieben vorangegangene Aufeinandertreffen für sich entschieden.
In Bremen war die Entscheidung zwischen Großbritannien, Polen und der Bundesrepublik eng. Am Ende gewannen die Britinnen mit 147 Punkten vor der Bundesrepublik Deutschland (140 Punkte). Mit 135 Punkten kam Polen auf den dritten Platz. Die Schweizerinnen belegten mit 63 Punkten abgeschlagen den vierten und letzten Platz.

## Geher-Länderkampf der Frauen gegen Frankreich, Dänemark, Schweden und die Schweiz
Im siebten Saisonvergleich traten die bundesdeutschen Geherinnen am 22. Juli zu ihrem zweiten Länderkampf in diesem Jahr an. Dabei kam es zum Aufeinandertreffen mit Dänemark, Frankreich, Schweden und der Schweiz. Gastgeber war die französische Stadt Fécamp in der Normandie. Dieser Fünfländerkampf fand zum zweiten Mal statt. Den ersten Vergleich hatte im Vorjahr Schweden vor der Bundesrepublik und Frankreich gewonnen. Diese Reihenfolge gab es auch in Fécamp. Die schwedischen Geherinnen lagen mit demselben Wert wie 1978 von 43 Punkten erneut vorne. Die bundesdeutschen Sportlerinnen erreichten mit 27 Punkten den zweiten Platz vor Frankreich (25 Punkte). Die Reihenfolge auf den Rängen vier und fünf vertauschte sich gegenüber dem Vorjahr. Die Schweiz belegte mit neunzehn Punkten den vierten Platz und Dänemark wurde mit sieben Punkten Fünfter.

## Straßenlauf-Länderkampf der Männer gegen die Schweiz und die Niederlande
Der achte Länderkampf des Jahres war ein Vergleich der Straßenläufer. Am 4. August wurde in Basel der schon traditionelle Dreiervergleich zwischen der Schweiz, der Bundesrepublik Deutschland und den Niederlanden ausgetragen. Zum nun siebzehnten Mal fand dieses Aufeinandertreffen als einziger Straßenlauf-Länderkampf des Jahres 1979 statt. In den ersten elf vorangegangenen Begegnungen hatten immer die bundesdeutschen Läufer vorne gelegen, doch von 1974 bis 1977 hatte sich vier Mal in Folge das Team aus der Schweiz vor der bundesdeutschen Mannschaft durchgesetzt. Im Vorjahr war diese Serie durch den zwölften Sieg des bundesdeutschen Teams gestoppt worden. In Basel lagen die drei Mannschaften in der Endabrechnung so nah zusammen wie nie zuvor. Am Ende durften die niederländischen Läufer in 8:10:28 Stunden ihren ersten Sieg in diesen Dreiländerkämpfen feiern. Mit gut drei Minuten Rückstand folgte die Bundesrepublik Deutschland auf Platz zwei. Weitere gut zwei Minuten dahinter belegte die Schweiz den dritten Rang.

## Leichtathletik-Länderkampf der Männer gegen Belgien
Der neunte und letzte Vergleich in dieser Saison fand am 25. August in Dormagen gegen Belgien statt. Es war die dritte Begegnung der beiden Nationen in einem Zweiländerkampf mit dem allgemeinen leichtathletischen Programm. Die erste hatte es 1939 gegeben und die zweite war 1971 ausgetragen worden. Das Aufeinandertreffen 1939 war wegen des Zweiten Weltkriegs, der wenige Tage später ausbrechen sollte, abgebrochen worden, den Vergleich 1971 hatten die bundesdeutschen Vertreter für sich entschieden. Zwischenzeitlich hatte Belgien an einigen Länderkämpfen gegen Deutschland mit mehr als zwei Teilnehmernationen teilgenommen, in den letzten Jahren vor allem unter Beteiligung der Niederlande, zuletzt war das 1977 der Fall gewesen. In all diesen Aufeinandertreffen hatte Deutschland die Oberhand behalten. In Dormagen siegte die Bundesrepublik erneut, das Ergebnis fiel mit 245,5 zu 164,5 Punkten sehr eindeutig aus.